# Don Diablo
Pour la telenovela, voir Don Diablo (telenovela).
Don Diablo, de son vrai nom Don Pepijn Schipper (né le 27 février 1980 à Coevorden), est un disc jockey et producteur néerlandais de musique électronique. Il est connu pour son style sonore éclectique, la vocalisation retravaillée présente dans ses chansons, ses sons futuristes, ainsi que pour son label musical Hexagon.

## Biographie
Don Schipper se lance tôt dans la musique en signant dans un label discographique à l'âge de quinze ans,. À la fin de 2005, Don Diablo fonde son propre label et marque événementielle, Sellout Sessions. Un succès underground suit avec des titres tels que Blow, Who's Your Daddy, Pain Is Temporary, Pride Is Forever, Hooligans et Animale. Blow est son premier single à se classer dans le top 40 des classements néerlandais, et à créer le buzz à l'international. Déjà à l'époque il se fait remarquer, utilisant des titres électiques pour ses sets du breakbeat à la pop ou l'electro house.
Au fil de sa carrière, Don Diablo effectue des tournées dans de nombreux pays tels que le Royaume-Uni, les États-Unis, l'Australie, le Japon, le Brésil, et dans des clubs et festivals notamment Ministry of Sound, Gatecrasher, Dancevalley, Godskitchen, Impulz, Mystery Land, Tomorrowland, Summer Festival (juin 2014), Creamfields, Haoman 17, Turnmills, Innercity, Extrema Outdoorn, ElectroNation, Razzmatazz et au Space (Ibiza).
En 2013, Don Diablo fait paraître de nouvelles chansons au label Axtone d'Axwell, Protocol Recordings de Nicky Romero, Size de Steve Angello et Spinnin' Records. La même année, Warner Bros. lui demande de composer le thème du jeu vidéo Batman: Arkham Origins. Son hymne intitulé Starlight (Could You Be Mine), composé aux côtés du producteur britannique Matt Nash, est joué à la soirée d'adieu de la Swedish House Mafia, une fois signé au label d'Axwell. La chanson devient un hit sur Beatport[source secondaire souhaitée]. Le clip vidéo, réalisé par Kyle Padilla, est mis en ligne le 5 février 2014, sept mois après publication de la chanson. La même année, Pete Tong joue six chansons de Don Diablo dans son émission sur la BBC Radio 1. En octobre 2014, Don Diablo, réputé excellent technicien du mix, atteint la 82e place du DJ Mag Top 100.
En 2015, Don Diablo fonde Hexagon son propre label discographique.
Toujours en 2015, Don Diablo se fait connaître mondialement grâce à des titres tels que On My Mind, Universe et Chemicals, diffusés en radio et durant les festivals d'été. Il obtient cette année-là, la 30e place au classement du DJ Mag, avec mention comme meilleure progression depuis 2014 avec 52 places de mieux, puis gagne encore quinze places l'année suivante, jusqu'à atteindre la 6e place en 2019. Son style alterne alors entre future house et EDM.

## Discographie

### Albums studio
- 2004 : 2 Faced (ID&T)
- 2008 : Life is a Festival (Sony BMG)
- 2018 : Future (Hexagon)
- 2021 : Forever (Hexagon)

## Distinctions
| Année | Événement       | Prix                   | Crédit                                                            | Résultat   |
| ----- | --------------- | ---------------------- | ----------------------------------------------------------------- | ---------- |
| 2007  | TMF Awards 2007 | Meilleur clip vidéo    | Pain is Temporary, Pride is Forever                               | Nomination |
| 2011  | TMF Awards 2011 | Meilleur clip vidéo    | Animale                                                           | Nomination |
| 2011  | 3FM Awards 2011 | Meilleur artiste dance | Nommé aux côtés de Tiësto, Armin van Buuren et Sander Kleinenberg | Nomination |
| 2012  | 3FM Awards 2012 | Meilleur artiste dance | Nommé aux côtés de Tiësto, Armin van Buuren et Afrojack           | Nomination |

## Classement
Don Diablo se trouve depuis 2014 dans le top 100 des meilleurs platinistes du monde du DJ Mag. Il est classé en 2019 à la 6e position, sa plus haute place.
| Année | Position | Evolution |
| ----- | -------- | --------- |
| 2014  | 82       | 0         |
| 2015  | 30       | +52       |
| 2016  | 15       | +15       |
| 2017  | 11       | +4        |
| 2018  | 7        | +4        |
| 2019  | 6        | +1        |
| 2020  | 6        | =         |
| 2021  | 7        | -1        |